# Partenope (torpediniera)
La Partenope è stata una torpediniera della Regia Marina italiana.

## Storia
All'ingresso dell'Italia nella seconda guerra mondiale la nave era caposquadriglia (capitano di corvetta Silvano Brengola) della XIV Squadriglia torpediniere di base a Messina, che formava insieme alle gemelle Pallade, Polluce e Pleiadi. Operò in missioni di scorta dapprima per la Libia, poi tra Italia e Grecia ed infine di nuovo lungo la costa libica. Subì quattro attacchi aerei, durante i quali abbatté non meno di due velivoli.
Nelle prime ore del 29 agosto 1940 la Partenope cercò di rimorchiare il trabaccolo Buona Fortuna, che era stato speronato, all'1.51 ed in posizione 41°26' N e 18°39' E (nell'Adriatico meridionale), dall'incrociatore leggero Alberico Da Barbiano: gli sforzi si rivelarono inutili ed il motoveliero affondò alle 7.10.
Tra il 31 agosto ed il 1º settembre 1940 la Partenope e la Pleiadi scortarono lungo la rotta di rientro a Taranto la corazzata Giulio Cesare, colta da avarie alle macchine durante un'uscita in mare.
Il 6 gennaio 1941 la Partenope, col nuovo comandante CC Durantini, insieme alle gemelle Pallade, Andromeda ed Altair ed ai cacciatorpediniere della IX Squadriglia (Alfieri, Carducci e Gioberti, più il Fulmine temporaneamente aggregato) bombardò le posizioni greche a Porto Palermo (Albania).
Il 1º aprile la Partenope salpò da Napoli diretta a Tripoli, di scorta – insieme ai cacciatorpediniere Euro, Tarigo e Baleno ed alla torpediniera Polluce – ad un convoglio composto dai trasporti truppe Esperia, Conte Rosso, Marco Polo e Victoria: le navi giunsero a destinazione l'indomani.
Nei giorni successivi al 16 aprile l'unità prese parte alle operazioni di soccorso dei naufraghi del convoglio «Tarigo», distrutto da una formazione di cacciatorpediniere britannici (fu possibile salvare 1248 dei circa 3000 uomini a bordo delle navi affondate).
Il 21 aprile, tra le 5.02 e le 5.40, il porto di Tripoli venne bombardato dalle corazzate britanniche Warspite, Valiant e Barham e dall'incrociatore Gloucester (che spararono in tutto circa 2.000 colpi, quasi 500 dei quali da 381 mm) in collaborazione con aerei decollati dalla portaerei HMS Formidable: la Partenope, che si trovava ormeggiata in porto, venne colpita con danni non gravi all'opera morta ma subendo perdite tra l'equipaggio. Tra le vittime vi fu anche il comandante della nave, il capitano di corvetta Guglielmo Durantini.
Il 12 agosto la nave (passata al comando del capitano di corvetta Bruno De Moratti dal 22 aprile), bombardò con cariche di profondità il sommergibile HMS Torbay, che aveva infruttuosamente attaccato il convoglio – piroscafi Bosforo ed Iseo – che l'unità stava scortando quattro miglia ad ovest di Bengasi.
Alle 8.30 del 20 agosto l'unità fu inviata insieme a due MAS a rafforzare la scorta (cacciatorpediniere Vivaldi, d Recco, Oriani, Gioberti e Scirocco, torpediniera Dezza) di un convoglio di trasporti truppe (Marco Polo, Esperia, Neptunia ed Oceania) che, proveniente da Napoli, aveva già imboccato la rotta di sicurezza per Tripoli. La torpediniera si pose in testa alla formazione, fungendo da unità pilota. Alle 10.20 l’Esperia venne silurato dal sommergibile HMS Unique e s'inabissò in soli undici minuti, con la morte di 46 uomini, mentre 1139 poterono essere tratti in salvo. Le altre navi del convoglio giunsero indenni in porto alle 12.30.
Il 23 agosto 1941 la Partenope attaccò e ritenne di aver affondato un sommergibile nelle acque di Pantelleria (o al largo di Bengasi): a tale azione alcune fonti attribuiscono l'affondamento del sommergibile britannico P 33, che tuttavia potrebbe essere stato più probabilmente affondato tre giorni prima durante un attacco ad un convoglio.
Nel corso del 1941 la torpediniera venne modificata con l'eliminazione delle poco efficaci mitragliere da 13,2 mm e la loro sostituzione con 8 armi da 20/65 mm.
Il 2 ottobre la nave salpò da Bengasi insieme alla gemella Calliope e si aggregò alla scorta – cacciatorpediniere Euro, Gioberti, da Noli ed Antoniotto Usodimare – di un convoglio formato dai trasporti Vettor Pisani, Fabio Filzi, Rialto e Sebastiano Venier; il 5 ottobre la Rialto, fu affondata da aerosiluranti britannici dell'830° Squadron in posizione 33°30' N e 15°53' E (al salvataggio di 145 uomini che erano a bordo della nave provvide il Gioberti).
Il 18 novembre la Partenope scortò da Brindisi a Bengasi i piroscafi Brook ed Amba Alagi.
Due giorni dopo la nave, partita da Bengasi, venne incontro ad un convoglio proveniente da Taranto composto dagli incrociatori ausiliari Città di Palermo e Città di Tunisi scortati dai cacciatorpediniere Zeno e Malocello.
Nella notte tra il 2 ed il 3 marzo 1942 la Partenope venne duramente colpita durante un bombardamento aereo effettuato su Palermo da parte di 16 velivoli Vickers Wellington del 37° Squadron della RAF di Malta, che provocarono gravi danni ed incendiarono la motonave Cuma (carica di carri armati, autoveicoli, munizioni e 480 t di carburante) che esplose danneggiando anche le navi circostanti. Tra l'equipaggio della Partenope si ebbero 10 morti e 15 feriti gravi.
Il 2 giugno la Partenope, insieme alle torpediniere Pallade e Pegaso ed al cacciatorpediniere Freccia, partì da Taranto per scortare in Libia la grossa motonave Reginaldo Giuliani: gravemente danneggiato da un attacco aereo due giorni dopo (alle 4.53 del 4 giugno, mentre si trovava a 125 miglia per 020° da Bengasi), il mercantile venne preso a rimorchio dal Freccia nel tentativo di trainarlo a Bengasi, ma il 5 giugno si dovette rinunciare al suo salvataggio ed alle 6.30 venne finito dalla stessa Partenope.
Il 22 giugno l'unità scortò da Palermo a Bengasi, insieme ai cacciatorpediniere Folgore e Turbine ed alle torpediniere Orsa e Castore, le motonavi Nino Bixio e Mario Roselli. Il 23 giugno la Partenope ed il Turbine scortarono per un tratto (vennero poi sostituite dalle torpediniere Antares ed Aretusa) la Roselli che, danneggiata da aerosiluranti, rientrava a Taranto a rimorchio dell'Orsa ed assistita dai rimorchiatori Gagliardo, Pluto, Fauna e Portoferraio.
Tra il 3 ed il 5 agosto la nave scortò un convoglio composto dalle motonavi Ankara, Nino Bixio e Sestriere (con destinazione Tobruch per la prima e Bengasi per le altre due; il carico era costituito da 92 carri armati, 340 automezzi, 3 locomotive, una gru, 292 militari, 4381 t di combustibili ed olii lubrificanti, 5256 t di altri rifornimenti), insieme ai cacciatorpediniere Legionario, Freccia, Corsaro, Folgore, Grecale e Turbine, nonché la torpediniera Calliope: le navi giunsero a destinazione nonostante numerosi ed intensi attacchi aerei; in quell'occasione si verificò peraltro il primo attacco condotto da velivoli statunitensi contro unità italiane (si trattò di un attacco di bombardieri Consolidated B-24 Liberator).
Dal 24 al 28 agosto la nave, al comando del capitano di corvetta Pasquale Senese (assunto dal 1 aprile), scortò da Taranto a Tobruk la pirocisterna Giorgio, carica di 2000 tonnellate di benzina. Il convoglio, costretto a procedere ad appena 8 nodi per via della lentezza della Giorgio, subì un primo attacco aereo all'altezza di Santa Maria di Leuca e poi numerosi altri attacchi lungo tutta la navigazione, ma alla fine giunse indenne in porto.
Alle 16.40 del 27 settembre la motonave Francesco Barbaro, che la Partenope stava scortando da Brindisi a Bengasi insieme al cacciatorpediniere Lampo ed alla torpediniera Clio, venne silurata dal sommergibile britannico Umbra al largo di Cefalonia in posizione 37°15' N e 19°55' E (a 60 miglia per 275° da Navarino): nonostante un tentativo di rimorchio, la motonave, in fiamme, colpita da un altro siluro dell’Umbra alle 22.40, affondò in seguito ad un'esplosione alle 4.41 del 28, nel punto 37°15' N e 19°55' E.
Alla mezzanotte del 12 ottobre 1942 la torpediniera salpò da Corfù di scorta, insieme al cacciatorpediniere Lampo, alla moderna motonave Foscolo; le tre unità si aggregarono ad un convoglio (motonave D'Annunzio scortata dai cacciatorpediniere Folgore e da Recco e dalle torpediniere Ardito e Clio) e giunsero indenni in porto il 14, nonostante continui attacchi aerei che vennero respinti con il fuoco delle armi di bordo. La Partenope e le altre navi scorta ripartirono in giornata e scortarono poi le motonavi Sestriere e Ruhr in rotta di rientro, senza venire attaccati.Il 18 ottobre il comando della Partenope passa al capitano di corvetta Gustavo Lovatelli.
Nella notte tra il 25 ed il 26 ottobre dello stesso anno il convoglio – nave cisterna Proserpina (con a bordo 4553 t di carburante) e piroscafi Tergestea (con a bordo 1000 tonnellate di combustibile e 1000 di munizioni) e Dora (con un carico di 400 tonnellate di rifornimenti) – che la Partenope stava scortando, insieme alla gemella Lira, alla moderna torpediniera di scorta Ciclone ed all'anziana torpediniera Calatafimi, da Taranto a Tobruk, venne attaccato da bombardieri britannici senza riportare danni. Tra le 12.10 e le 12.30 del 26 ottobre il convoglio fu sottoposto ad un secondo bombardamento da parte di 18 Vickers Wellington del 98th Bombardment Group, dal quale uscì nuovamente indenne. Alle 15.25, mentre la Proserpina era ferma per un'avaria ed assistita dalla Calatafimi, il convoglio – protetto anche da una scorta aerea composta da due bombardieri Junkers Ju 88, due caccia Macchi Mc 202 ed un caccia Messerschmitt Me 109 –, che aveva proseguito, venne attaccato da 8 aerosiluranti Bristol Beaufort del 47° Squadron e cinque bombardieri Bristol Blenheim del 15° Squadron della South African Air Force, scortati da 9 caccia Bristol Beaufighter degli Squadrons 252 e 272. La reazione della scorta abbatté due aerei e ne danneggiò altri due, dopo di che gli altri si ritirarono, essendo assente la Proserpina, il loro obiettivo. Dopo altri violenti attacchi aerei (durante i quali vennero distrutti tre aerei inglesi e danneggiati altri due, mentre anche uno Ju 88 riportò danni) la Proserpina alle 14.30 fu colpita ed affondò in fiamme a 30 miglia per 320° da Tobruk (la Lira e la Calatafimi salvarono 62 dei 77 uomini a bordo della petroliera). Nemmeno il resto del convoglio poté giungere indenne a destinazione: verso le sei di sera le navi vennero attaccate da tre Wellington del 38th Squadron ed il Tergestea fu centrato da un siluro ed affondò nel punto 32°02' N e 24°04' E dopo una colossale esplosione, trascinando con sé l'intero equipaggio di 80 uomini. Uno dei tre Wellington venne abbattuto, ma solo il Dora poté infine arrivare in porto.
Nella mattina del 2 dicembre 1942 la torpediniera fu inviata, insieme ai cacciatorpediniere Lampo, Pigafetta e Da Noli, a soccorrere i sopravvissuti allo scontro del banco di Skerki, durante il quale, nella notte precedente, un convoglio italiano diretto in Tunisia era stato distrutto dalla Forza Q britannica.
Un'azione antisom della Partenope, svoltasi il 29 dicembre 1942, potrebbe aver causato l'affondamento del sommergibile britannico P 311, la cui perdita è comunque attribuita con maggiore probabilità all'urto contro delle mine nello stretto di Bonifacio, anche perché l'ultimo segnale del P 311 risulta inviato il 31 dicembre.
Il 18 luglio la torpediniera soccorse al largo di Siracusa e rimorchiò a Napoli il sommergibile Ambra, gravemente danneggiato da un aereo la notte precedente mentre tentava di avvicinarsi al porto siciliano, ormai in mano agli Alleati, per inviarvi degli incursori della X MAS.
Il 24 luglio 1943 la Partenope venne colpita durante un attacco aereo nel Mediterraneo centrale, con vittime tra l'equipaggio.
Alla proclamazione dell'armistizio la Partenope si trovava ai lavori in bacino di carenaggio, perciò, non potendo muovere, venne catturata dalle truppe tedesche l'11 settembre 1943. Essendo in tali condizioni, i tedeschi non la impiegarono.
Alla fine dello stesso mese le truppe alleate, dopo la liberazione di Napoli, trovarono la torpediniera arenata e pressoché distrutta a Castellammare di Stabia.
Il relitto della Partenope venne recuperato nel 1945 solo per essere avviato alla demolizione.

### Comandanti
Capitano di corvetta Silvano Brengola (nato a Firenze il 23 settembre 1903) (10 giugno - gennaio 1941)
Capitano di corvetta Guglielmo Durantini (nato a L'Aquila il 16 novembre 1904) (+) (gennaio - 21 aprile 1941)
Capitano di corvetta Bruno De Moratti (nato a Trieste il 23 dicembre 1906) (22 aprile 1941 - 31 marzo 1942)
Capitano di corvetta Pasquale Senese (nato a Napoli il 12 aprile 1906) (1 aprile - 17 ottobre 1942)
Capitano di corvetta Gustavo Lovatelli (nato a Venezia il 15 settembre 1908) (18 ottobre 1942 - 9 settembre 1943)